# Капсаїцин
Капсаїци́н (систематична назва 8-метил-N-ваніліл-6-нонамід) — активний компонент червоного перцю. Ця хімічна сполука подразнює та викликає пекучі відчуття при контакті з будь-якими тканинами людини та ссавців. Капсаїцин та подібні до нього сполуки (капсаїно́їди) виробляються рослинами як вторинні метаболіти, можливо як спосіб захисту від грибів та тварин. Хімічно чистий капсаїцин є леткою, гідрофобною, безбарвною сполукою, що не має запаху.

## Історичні відомості
Капсаїцин був вперше отриманий (не в хімічно чистому вигляді) в 1816 році Крістіаном Фрідріхом Бухольцем (1770–1818).  Він назвав сполуку «капсицином» на честь рослинного роду Capsicum, з представників якого він був виділений. Джон Клах Треш (John Clough Thresh, 1850–1932), який виділив капсаїцин у майже чистому вигляді, привласнив йому сучасну назву в 1876 році. Карл Міко (Karl Micko) виділив хімічно чистий капсаїцин в 1898 році. Будова цієї сполуки була вперше вивчена Е.К. Нельсоном (E. K. Nelson) в 1919 році, який частково визначив її структурну формулу. Перший хімічний синтез капсаїцину був виконаний в 1930 році Ернестом Шпетом (Ernst Späth) та Стівеном Дарлінгом (Stephen F. Darling). В 1961 році інші подібні сполуки були виділені з червоного перцю та отримали групову назву капсаїциноїди.
В 1873 році німецький фармаколог Рудольф Бухгайм (Rudolf Buchheim, 1820–1879) та в 1878 році угорський лікар Ендре Гедєш (Endre Hőgyes) відкрили що капсикол (недосконало очищений капсаїцин) викликає пекучі відчуття при контакті зі слизовими оболонками та підсилює секрецію шлункового соку.

## Капсаїциноїди
Капсаїцин є головним капсаїциноїдом червоного перцю; іншим представником цієї групи сполук є дигідрокапсаїцин. 
Вважається, що капсаїцин в рослинах утворюється додаванням розгалуженого аліфатичного залишку жирної кислоти до ванілиламіну; точніше, капсаїцин формується з ванілиламіну та 8-метил-6-ноненоїл CoA. Біосинтез залежить від гену AT3, який розташований в локусі pun1, та який кодує відповідну ацетилтрансферазу.
Окрім п'яти природних капсациїноїдів (таблиця внизу), існує один відомий синтетичний представник цієї родини: ванілиламід п-нонанової кислоти (VNA, also PAVA).
| Назва                | Абр. | Типовий вміст | Шкала Сковілла | Хімічна структура                          |
| -------------------- | ---- | ------------- | -------------- | ------------------------------------------ |
| Капсаїцин            | C    | 69%           | 16 000 000     | Chemical structure of capsaicin            |
| Дигідрокапсаїцин     | DHC  | 22%           | 15 000 000     | Chemical structure of dihydrocapsaicin     |
| Нордигідрокапсаїцин  | NDHC | 7%            | 9 100 000      | Chemical structure of nordihydrocapsaicin  |
| Гомодигідрокапсаїцин | HDHC | 1%            | 8 600 000      | Chemical structure of homodihydrocapsaicin |
| Гомокапсаїцин        | HC   | 1%            | 8 600 000      | Chemical structure of homocapsaicin        |
| Нонівамід            | PAVA |               | 9 200 000      | Chemical structure of nonivamide           |

## Функції
Капсаїцин присутній у великих кількостях в плацентарних тканинах рослин (тобто тих, що вміщують насіння), у внутрішніх мембранах, а також у менших кількостях в інших тканинах представників роду Capsicum. Саме насіння не містить капсаїцину, хоча найвища концентрація сполуки виявлена на внутрішній стороні насіннєвої камери.
Насіння рослин роду Capsicum розповсюджується головним чином птахами. Цікаво, що у птахів канал TRPV1 нечутливий до капсаїцину та його гомологів (присутні структурні та функціональні альтерації TRPV1 у птахів порівняно із ссавцями). Це дає перевагу стручковим перцям, оскільки насіння проходить крізь травну систему птахів неушкодженим і може потім прорости, тоді як ссавці зубами можуть зруйнувати насінини. Такий природний відбір міг призвести до підвищенного синтезу капсаїцину та відповідно до ефективнішого розповсюдження насіння птахами. Існують свідчення, що капсаїцин виник як протигрибковий агент: грибковий патоген Fusarium, який заражає рослини, дезактивується капсаїцином.

## Використання

### Кулінарія

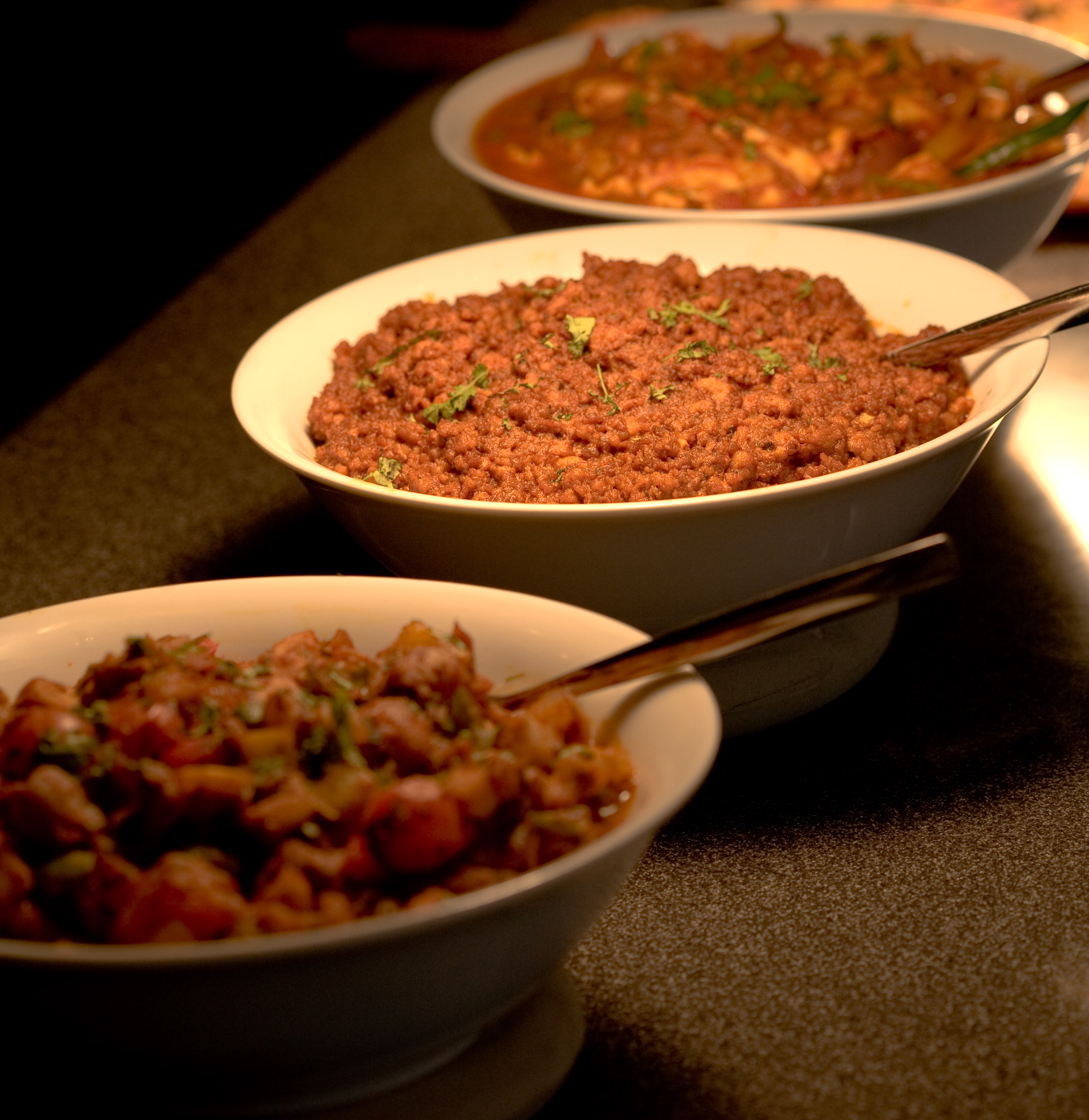
Каррі

Завдяки пекучому смаку, який викликає капсаїцин при взаємодії зі слизовою рота, його використовують в харчовій промисловості, щоб надати гострий або пікантний смак, зазвичай у вигляді спецій. У високих концентраціях він може викликати пекучі відчуття на інших слизових оболонках. Ступінь пекучості вимірюється за суб'єктивною шкалою Сковілла.

### Науково-дослідницькі та фармакологічні застосування
Капсаїцин використовується як знеболююче у деяких препаратах для зовнішнього застосування, зазвичай у концентраціях від 0,025% до 0,25%. Він може бути застосований у формі крему для тимчасового полегшення незначного болю, зокрема, у м'язах, суглобах, спині, болю, спричиненого артритом, розтягнення м'язів та зв'язок. Він також використовується для зменшення симптомів периферичної нейропатії, таких як постгерпетична невралгія, лишай. 
Хоча мазі на основі капсаїцину використовувались для лікування псоріазу для зменшення подразнення, сукупні дані шести клінічних випробовувань свідчать про недостані докази його ефективності.

## Механізм дії
Пекучі та болючі відчуття викликані капсаїцином є наслідком його взаємодії із сенсорними нейронами. Капсаїцин є членом родини ваніллоїдів, що зв'язуються з ваніллоїдним рецептором типу один (the vanilloid receptor subtype 1, TRPV1), представником TRP-каналів. Вперше клонований в 1997 році, TRPV1 є рецептором типу йонного каналу. TRPV1, який також може бути активований температурою, кислотами та механічним подразненням, робить клітинну мембрану проникною для катіонів та активує нейрон. Наслідком є деполяризація мембрани та сигнал, що йде до головного мозку. Зв'язуванням з TRPV1 рецептором, молекула капсаїцину викликає відчуття, подібні до дії високої температури, або свербіння шкіри.